# Villa Amparo
Villa Amparo es un antiguo «Mas» o chalé conservado en la localidad valenciana de Rocafort (España). En ese espacio huertano vivieron, entre 1936 y 1938, el poeta Antonio Machado, su madre y algunos hermanos y sobrinos.
La estancia fue recogida en los diarios de José, el hermano benjamín del poeta, publicados en Últimas soledades del poeta Antonio Machado, y cuya narración ha sido luego recogida y complementada con otros testimonios por los biógrafos y estudiosos machadianos. La vivienda fue adquirida por la Generalidad Valenciana en el año 2018, siendo en la actualidad de titularidad pública.

## Historia

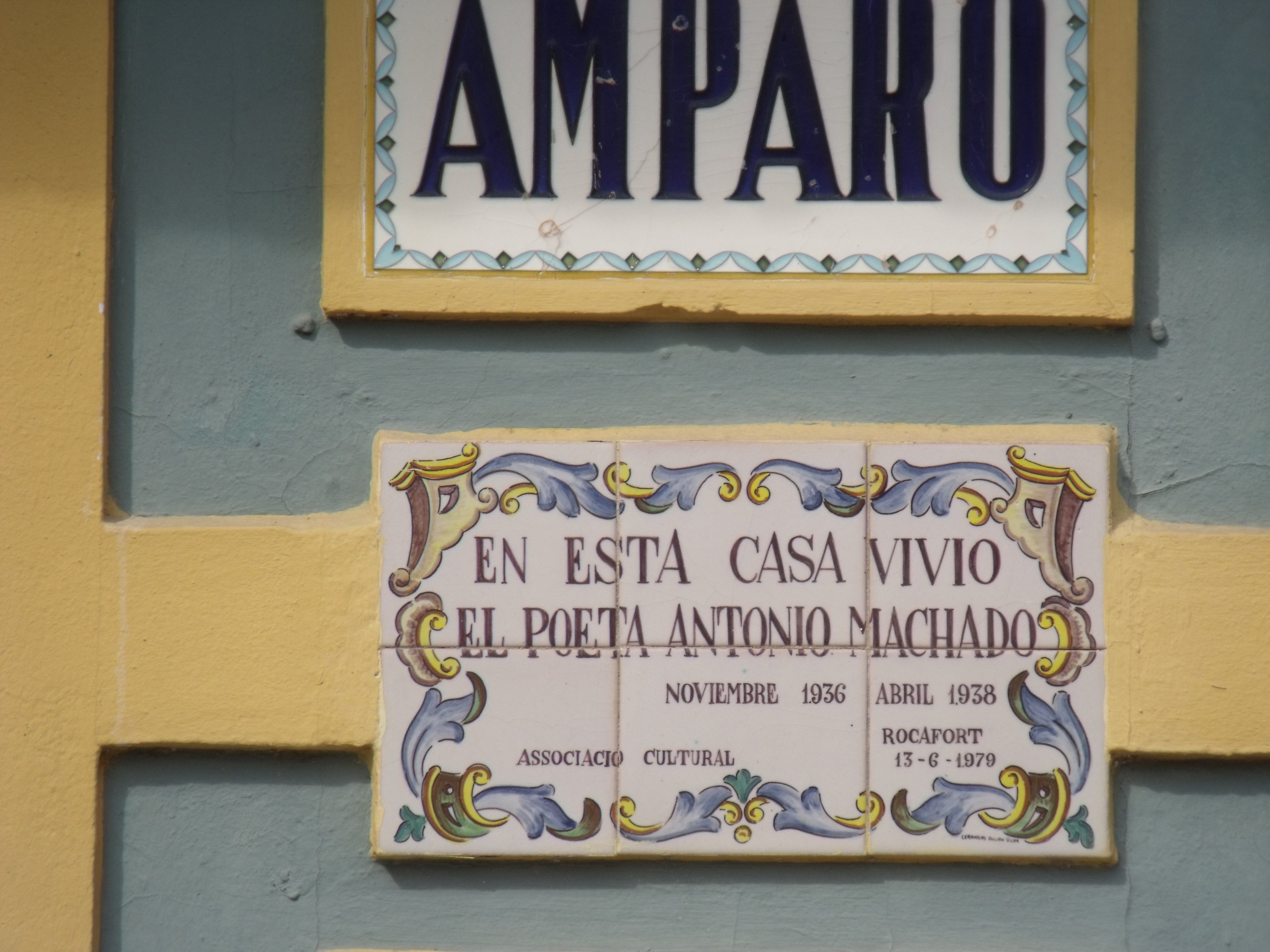
Cartela de azulejería valenciana en la fachada exterior del muro que circunda Villa Amparo. Colocada en homenaje a Machado en 1979.

A los pocos meses de iniciada la guerra civil española, provocada por la rebelión militar del 18 de julio de 1936, y ante el peligro de que Madrid quedase aislada o cayera en poder del ejército rebelde, Antonio Machado y su familia aceptaron ser trasladados junto con otros muchos intelectuales a Valencia, donde tras un hospedaje provisional en la Casa de la Cultura, ocuparon la finca de Villa Amparo, confiscada por el Gobierno republicano, un chalet en la localidad de Rocafort. Allí viviría el poeta y la porción de su familia fiel a la República, desde noviembre de 1936 hasta abril de 1938, fecha en que fueron evacuados a Barcelona.
En Rocafort, y de entre la abundante producción de Machado allí desarrollada, puede destacarse la elegía dedicada a Federico García Lorca: El crimen fue en Granada; o su reflexión titulada "El poeta y el pueblo", leída con motivo del II Congreso Internacional de Escritores para la Defensa de la Cultura organizado por la Alianza de Intelectuales Antifascistas y celebrado en la capital valenciana. Estando en Rocafor, y también en 1937, publicó La guerra, con ilustraciones de José.

### En la poesía de Machado
A pesar del cerco bélico, los historiadores coinciden en anotar que Machado vivió en Villa Amparo los últimos días felices de su vida. Así lo confirman algunos versos de ese periodo como los dedicados a la Acequia Real de Montcada que pasaba al costado del «Mas»:

Ya es de noche en el jardín
 -¡el agua en sus atanores!-
 y sólo huele a jazmín,
 ruiseñor de los olores...'

 También describió Valencia, contemplada quizá desde el breve minarete de la torre de la villa:

'Valencia de finas torres
 y suaves noches,
 Valencia,
 estaré contigo,
 cuando mirarte no pueda,
 donde crece la arena del campo
 y se aleja la mar de violeta!'

## Reconocimientos

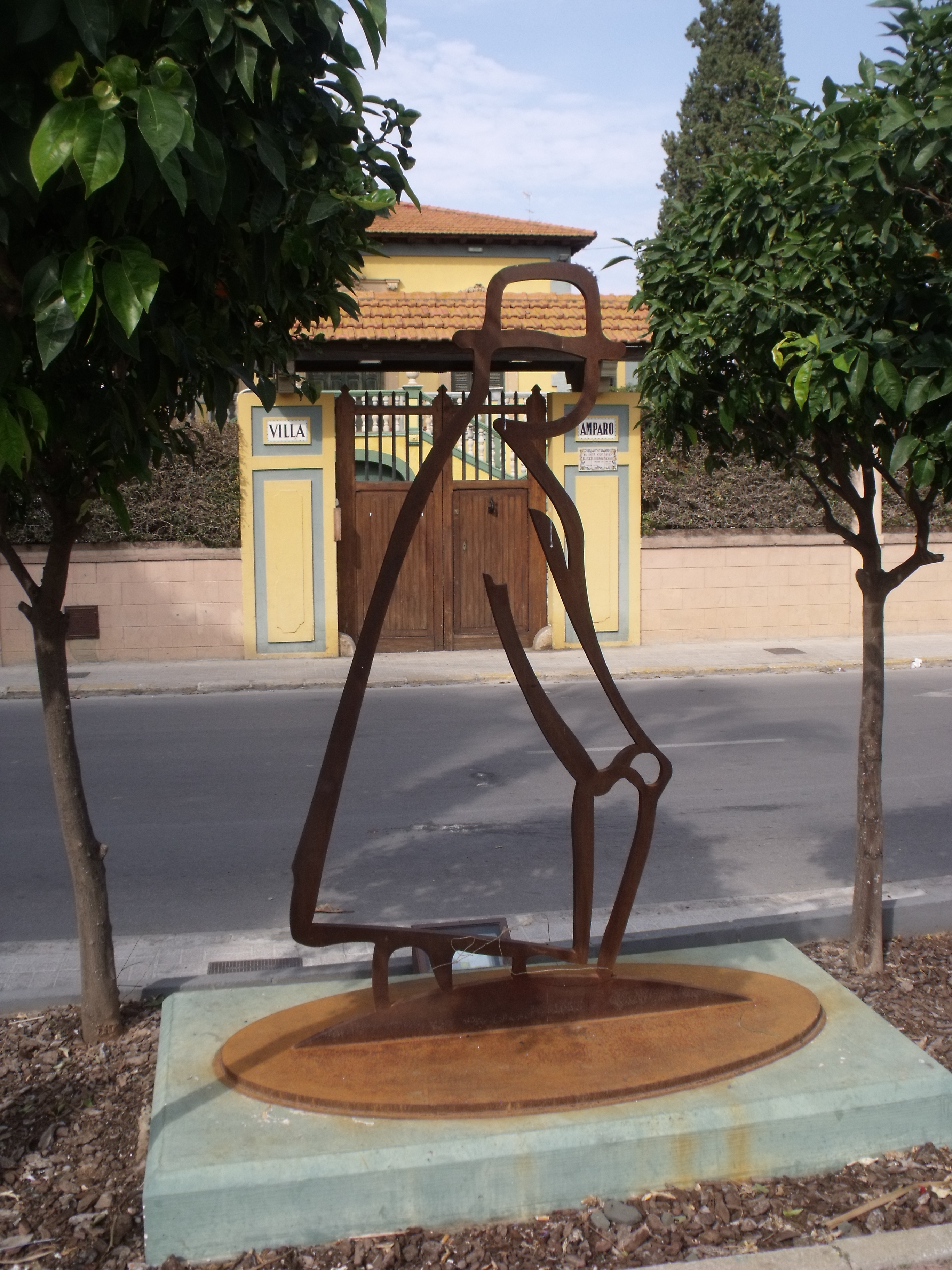
Escultura frente a la entrada a Villa Amparo.

Ya en el siglo xxi, dentro de las conmemoraciones del 75 aniversario de la muerte de Antonio Machado, se colocó frente a la entrada principal de Villa Amparo, una silueta metálica (acero corten) representando al poeta, sufragada por suscripción popular, inspirada directamente en la viñeta dibujada por Ramón Gaya y publicada en la revista Hora de España, en 1937 (como se lee en la lápida que la acompaña).

## Remodelación
A finales del siglo xx, Villa Amparo fue remodelada y adaptada como local de eventos (bodas, banquetes, etc).  